# 귀문방

교토어소 츠이지담의 동북쪽 구석.

귀문방(鬼門方)이란 동양에서 귀신이 드나드는 방향이라고 해서 불길히 여기고 만사를 꺼리는 방위를 말한다. 동북방(축방과 인방의 사이)과 그 맞은편인 서남방(미방과 신방의 사이)이 이에 해당한다.
일본에서는 동북방을 귀문(일본어: 鬼門 키몬[*])이라 하여 가장 불길하게 여기고, 서남방을 뒷귀문(일본어: 裏鬼門 우라키몬[*])이라 하여 그 다음으로 불길하게 여긴다. 일본의 음양도에서는 귀문을 정말 끔찍하게 꺼리는데, 그 기원은 대륙의 풍수이지만 풍수에서는 귀문을 이렇게까지 두려워하지는 않는다.:18
음양도에서 귀문을 풍수에 비해 필요 이상으로 두려워하는 것은 일본 특유의 신불습합사상으로 인해:11 독자발전한 가상 개념이 큰 요인이다.:36 음양도의 전성시대인 헤이안 시대 중기 무렵부터 병기나 질병, 지진, 화재, 천재지변 그 모든 것을 신(神, 카미)의 지벌로 여기는 풍조가 퍼졌고, 재앙을 일으키는 카미를 귀(鬼, 오니)와 같이 두려워했다.